# رفیق (مثل یک خانم شده)
«رفیق (مثل یک خانم شده)» (به انگلیسی: Dude (Looks Like a Lady)) ترانه‌ای از گروه آمریکایی اروسمیث است. این یکی از قطعه‌های آلبوم تعطیلات ابدی (۱۹۸۷) بود که در سپتامبر همان‌سال به‌عنوان اولین تک‌آهنگ آن آلبوم منتشر شد. «رفیق (مثل یک خانم شده)» را استیون تایلر و جو پِری با همکاری دزموند چایلد نوشته‌اند.
این ترانه در سپتامبر ۱۹۸۷ چهارمین اثر پرفروش جدول ترانه‌های جریان اصلی راک آمریکا شد و در دسامبر همان سال به جایگاه چهاردهم ۱۰۰ آهنگ داغ بیلبورد رسید. «رفیق (مثل یک خانم شده)» در اکتبر ۱۹۸۷ چهل و پنجمین ترانهٔ پرفروش جدول تک‌آهنگ‌های بریتانیا بود و پس از بازنشر در فوریهٔ ۱۹۹۰ تا ردهٔ بیستم آن جدول صعود کرد.
این ترانه در مراسم موزیک ویدئوی ام‌تی‌وی سال ۱۹۸۸، نامزد دریافت دو جایزهٔ «بهترین اجرای صحنه‌ای» و «بهترین ویدئوی گروهی» بوده‌است.

## محتوا
به گفتهٔ دزموند چایلد ترانه بر مبنای این سناریو نوشته‌شده که پسری به یک کلوپ می‌رود و دلباختهٔ رقصندهٔ برهنهٔ روی صحنه می‌شود. زمانی‌که پسر به‌دنبال استریپر به پشت صحنه می‌رود متوجه می‌شود که او یک مرد است. دزموند چایلد گفته که ابتدا جو پری با محتوای پیشنهادی او مخالف بوده چون احتمال می‌داده این سناریو برای همجنسگراها توهین‌آمیز به‌نظر برسد. چایلد در پاسخ او گفته بود: «من خودم یک همجنسگرا هستم و توهینی نمی‌بینم».